# Hendrik Radeker
Hendrik Radeker (Groningen, 27 maart 1708 – Haarlem, begraven 5 juli 1771) was een Nederlands organist en beiaardier.
Zijn ouders Jannes Radeker en Fennigien Radekers lieten hem op 1 maart 1708 dopen in de Lutherse kerk in Groningen met vermelding van geboortedatum onder de naam Hindericus. Radeker trouwde tweemaal, eerst in 1741 met Anna Catharina Schats, uit het huwelijk kwam onder meer Jan Radeker (zijn opvolger in Haarlem) voort. Schats leefde daarna niet lang want overleed op de grens van 1752/1753. Radeker hertrouwde in maart van 1753 met Hendrina Reynders.
Hij begon waarschijnlijk als organist van de Lutherse Kerk in Leeuwarden. Op 5 januari 1734 werd hij in ambtenaarsfunctie benoemd tot organist en klokkenist van de Grote of Sint-Bavokerk in Haarlem. De stad en kerk te Haarlem had er toen het exorbitante bedrag van 800 gulden per jaar voor over. Bovendien kreeg hij na zijn aanstelling nog een nieuw orgel toebedeeld op stadskosten gebouwd door Christian Müller, die daar drie jaar (april 1735 tot 13 september 1738) mee bezig was geweest. Radeker keurde het orgel en begeleidde er voor het eerst op 14 september een dienst mee (aldus vermeld op een deur bij het orgel).
Hij was gedurende zijn leven ook enigszins bezig met componeren. Van hem zijn drie werken bekend. Zijn opus 1 is een Capriccio voor klavecimbel, opus 2 een Concerto voor cembalo en een opus 3: Duo sonate per cembalo con violino obligato. De twee sonates kregen enige bekendheid vanwege enerzijds het inpassen in een populair genre van die tijd (sonate voor cembalo en viool) en anderzijds vernieuwingen in ritme, sprongen in de melodielijnen en virtuositeit; samen te vatten als zijnde het voldoen aan de hogere eisen die het publiek stelde aan muziekuitvoeringen.